# 北靈少年誌之大主宰
《北靈少年志之大主宰》（原名：大主宰），2020年中國大陸玄幻古裝劇，本劇改編自知名網路作家天蠶土豆的網路小說《大主宰》，講述了少年牧塵成長為撼動大陸、為善除惡的大英雄，由王源、歐陽娜娜領銜主演。本劇於2020年1月30日愛奇藝首播。

## 播出时间
| 频道        | 地区     | 播出日期      | 播出时间                   | 备注                 |
| ----------- | -------- | ------------- | -------------------------- | -------------------- |
| 愛奇藝      | 中国大陆 | 2020年1月30日 | 每周四至六20点更新2集      | VIP可抢先看6集       |
| Astro Prima | 马来西亚 | 2020年4月27日 | 每周一至周五 16:00 - 17:00 | 5月25至29日停播1週。 |
| VTC-1       | 越南     | 2023年4月6日  |                            |                      |
| CTV8        | 柬埔寨   | 2023年5月19日 |                            |                      |

## 劇情簡介
五千年前，為禍世間的天邪神在被鎮壓後，化為九隻邪眼，潛伏於大千世界，等待著復活的時機。五千年後，九隻邪眼陸續現世。少年牧塵結識洛神族神女洛璃，並在陰差陽錯之下與神獸九幽血脈連線。在牧柳之戰、黑龍圍攻北蒼靈院，與白馬城一役中二人相互扶持，共同成長。在白馬城一役後，更是從白龍手中接過了為龍族復仇，對抗天邪神的重擔。之後，二人解救曼陀羅，洛璃晉升聖女，九幽獲得不死鳥傳承。打敗血神族後，二人定情。牧塵聯合蕭炎、林動陸續摧毀邪眼，並打上天邪神大本營——上古天宮。最終，牧塵與洛璃合力擊敗天邪神，大千世界回復和平，二人也有情人終成眷屬。

## 演員列表

### 領銜主演
| 演員     | 角色 | 簡介 |
| 王源     | 牧塵 | 牧域少主（凡人與浮屠古族混血小子）→北靈院學子→北蒼靈院學子→（三大古族神脈）→大主宰 境界：靈脈阻塞不通（藉浮屠古族血脈打通經脈）→感應境→一氣化三清→一氣化五清 專屬功法：大浮屠塔（浮屠古族血脈）、大浮屠訣（其母傳授）。森羅死印（攻擊靈訣）。 專屬武器：天帝劍（天帝傳承）。 英雄少年充滿熱血，秉持著屬於這個年歲應有的熱血和天真，卻也有著異於常人的智慧和擔當，父親是牧域域主，母親是浮屠古族聖女。作為一個表面不在乎一切的少年，牧塵內心愛恨分明，格局寬廣，影響著身邊一起同行的人，喜歡洛璃。後為蒼穹榜第一人，號「大主宰」，為大千世界第一位修為達到主宰境的人。 後與洛璃成親，並育有一女。                                                                      |
| 歐陽娜娜 | 洛璃 | 洛神族神女（洛神古族血脈）→北靈院學子→北蒼靈院學子→洛神族族長兼聖女（洛神古族神脈）→太靈古族聖女（二大古族神脈）→牧府主母（凡人） 境界：神魄境→ 專屬武器：洛神劍（洛神古族血脈）。 洛神族族長之孫女，在族內位高權重。手持洛神族至寶神器「洛神劍」，於後則陸續擁有萬獸錄－地榜排名第五的「洛河之靈」和「洛神法身」。性格冷漠，外貌傾國傾城，美若天仙，因常年修練，不擅言詞。蒞臨北靈境域，除避禍外，尚需尋覓九幽雀之精血，以利於洛神祭上獻上，便可獲得洛河之靈的認可，若再成功渡劫，便可獲取召喚洛河之靈的能力。通曉大千世界，促讓洛神族重回巔峰。自此不再受制於血神族。 後逐漸喜歡牧塵。為幫助牧塵，曾兩度召喚洛河之靈，導致靈力大量流失。 後與牧塵成親，並育有一女。 |

### 主演
| 演員   | 角色   | 簡介 |
| 駱明劼 | 柳慕白 | 柳域少主→北靈院優等生→北蒼靈院學子→邪神棋子 境界：神魄境 專屬武器：封魔扇。 為人木訥正直，柳域遭難之後，性情大變。喜歡唐芊兒，與其有婚約，後結親。劇末為救牧塵而被溫清璇殺害。 |
| 馬月   | 九幽   | 九幽雀→九幽冥雀→上古不死鳥 存在於北靈境。為九幽一族（萬獸錄－地榜排名第十一的靈獸），神獸中的佼佼者，以速度、力量、桀傲為名，上古神鸟， 因意外與牧尘形成共生關係，後对牧尘情深义重， 在獲得雷靈珠後，順利進化為九幽冥雀，後再進化為不死鳥。 後期為救洛璃而與溫清璇雙雙自爆、同歸於盡。亦再度退化回鳥卵型態。重啟不死鳥之復生路。 |
| 徐浩   | 譚青山 | 牧域平民→北靈院學子→北蒼靈院學子 境界：靈輪境 牧塵發小兼好友，為人堅毅，憨厚耿直，沉稳义薄云天。後與葉筍兒成親。 |
| 王奕婷 | 唐芊兒 | 唐域公主→北靈院學子→北蒼靈院學子 武器：冷月鞭。 口是心非的傲嬌大小姐。牧塵同學兼好友，於北靈院中對牧塵頗為照顧。 喜歡柳慕白，自小就與其有婚約關係，後與其不離不棄。與柳慕白育有一子。 |

### 演職人員
| 演員     | 角色     | 簡介 |
| 張誠航   | 李玄通   | 洛神族護衛→北蒼靈院學子 北蒼靈院天榜第二，洛璃之洛神族護衛，對洛璃有好感，想讓牧塵知難而退。後與洛璃結為異姓兄妹。為救洛璃，被黑化的靈女殺害。 |
| 李淑婷   | 葉笋兒   | 北蒼靈院師姐 百年難遇靈陣奇才，天真爛漫。後與譚青山成親。                                                                                      |
| 張亞奇   | 沈蒼生   | 北蒼靈院大師兄 為人豪爽，本為北蒼靈院天榜第一，後被牧塵超越。                                                                                  |
| 孫溯夢汐 | 溫清璇   | 天邪神的義女 北域溫家人，風情凌厲、嫵媚兇猛。                                                                                                  |
| 黃浚良   | 白桐     | 白馬城少主 |
| 夏楠     | 靈溪     | 北蒼靈院院長 |
| 郭凱     | 血靈子   | 血神族族長 心狠手辣，但對洛璃感情純粹，雖欲娶洛璃為妻，但不願以強娶方式處置。                                                                  |
| 姜洋     | 天邪神   | |
| 張譯文   | 牧鋒     | 牧域域主 境界：神魄境→大千化魔陣的創始者。 |
| 王千航   | 柳擎天   | 柳域域主 |
| 張皓承   | 唐山     | 唐域域主 |
| 房飛霖   | 黑龍至尊 | 龍族守護者 |
| 李信睿   | 白龍至尊 | 龍族守護者 |
| 黃露露   | 曼荼羅   | 天帝座下靈花 |
| 趙崇越   | 席師     | 北靈院老師 |
| 韓秋池   | 鶴邀     | 北蒼靈院靈陣課老師 |
| 郭野     | 魔刑天   | 黑龍至尊手下大將 |
| 盧映     | 燭天     | 北蒼靈院老師 |
| 郭亭亭   | 葉青靈   | 北蒼靈院武技課老師 |
| 陳曦     | 穆菱     | 北蒼靈院副院長 |
| 吳佟     | 周野     | 牧域將領 |
| 郭一揚   | 柳陽     | 柳慕白堂弟 |
| 李響     | 血弒     | 血神族血靈子手下 |
| 呂承道   | 北溟龍鯤 | 北蒼靈院守護靈獸 |
| 王蔚     | 清衍靜   | 浮屠古族神女→牧域域主之妻→削位囚禁 牧塵的母親。牧域域主牧峰之妻。因人、神禁忌之戀，遭浮屠古族捉回族地關押。浮屠古族族人叛變，被改關押天炎。    |
| 孫寧     | 洛天河   | 洛神族族長 |
| 遲國棟   | 洛天龍   | 洛神族長老 |
| 陳誠     | 洛青涯   | 洛神族長老 |
| 孟劍波   | 洛修     | 洛神族長老 |
| 李東赫   | 秦天     | 天宮守衞大將 |
| 趙異卓   | 白軒     | 白馬城城主 |
| 薛宇彬   | 陸恆     | 天宮守衞大將 |
| 方舟波   | 浮屠玄   | 浮屠古族族長 |
| 譚強     | 無面道人 | 天邪神手下 溫清璇屬下，蠱惑柳域域主攻打牧域，被牧塵殺死。                                                                                      |
| 劉波     | 太冥老祖 | 太靈古族主事人 |
| 王光輝   | 天帝     | |
| 陳仟鈺   | 錦華     | |
| 周熙澤   | 龍象     | 浮屠古族神女清衍靜的僕人 |
| 林益炯   | 假龍象   | |
| 張耘     | 柳宗     | 柳域軍師 |
| 李瀟     | 屍仙老嫗 | |
| 熊樂山   | 柳念     | 柳慕白和唐芊兒的兒子 |
| 劉磊     | 霍風     | 鶴邀的學生 |
| 鄧文童   | 牧云溪   | 牧塵和洛璃的女兒 |
| 何苗鴻   | 屍仙老嫗 | |
| 韓許安   | 少年白龍 | |
| 劉煜宸   | 少年牧塵 | |
| 顏熙恩   | 少年洛璃 | |
| 劉晨     | 幼年黑龍 | |
| 陳研曦   | 幼年白龍 | |

### 友情出演
| 演員   | 角色     | 簡介 |
| 黄恺杰 | 莫師     | 北靈院院長 境界：神魄境 與牧鋒交好，亦與洛神族族長為舊友，因洛神族有難，協助洛神族族長照顧其孫女，避免血神族血靈子手下干擾北靈院院務與搜尋洛漓之下落。 |
| 姜宏波 | 洛河之靈 | 萬獸錄地榜第五，可召喚洛神 |

## 电视剧歌曲
| 《北靈少年志之大主宰》影視原聲帶 | 《北靈少年志之大主宰》影視原聲帶       | 《北靈少年志之大主宰》影視原聲帶 | 《北靈少年志之大主宰》影視原聲帶 | 《北靈少年志之大主宰》影視原聲帶 |
| 曲序                             | 曲目                                   |                                  | 作曲                             | 演唱                             |
| -------------------------------- | -------------------------------------- | -------------------------------- | -------------------------------- | -------------------------------- |
| 1.                               | 《一决芳华》（主題演奏曲）             |                                  | 陈雪燃                           |                                  |
| 2.                               | 《一决芳华》（插曲、片尾曲）           | 林喬                             | 陈雪燃                           | 陈雪燃                           |
| 3.                               | 《他们说》（插曲、片尾曲）             | 明天                             | 陈雪燃                           | 郑云龙                           |
| 4.                               | 《原谅我年少不懂言语》（插曲、片尾曲） | 江岸                             | 劉晨野                           | 金玟岐                           |
| 5.                               | 《一心一念》（插曲、片尾曲）           | 吳斌                             | 林采欣                           | 欧阳娜娜                         |
| 6.                               | 《逐鹿》（插曲、片尾曲）               | 張鵬鵬                           | 鄭國鋒                           | 莎啦啦                           |

## 外部連結
- 愛奇藝臺灣站-連續劇-大主宰 （页面存档备份，存于）
- 上海影視傳媒股份有限公司（页面存档备份，存于）
- 《北靈少年志之大主宰》的新浪微博
- 靈河文化的新浪微博

| 马来西亚 Astro Prima, Astro Prima HD 星期一至五 16:00 - 17:00 · 5月25至29日停播1週。 | 马来西亚 Astro Prima, Astro Prima HD 星期一至五 16:00 - 17:00 · 5月25至29日停播1週。 | 马来西亚 Astro Prima, Astro Prima HD 星期一至五 16:00 - 17:00 · 5月25至29日停播1週。 |
| ------------------------------------------------------------------------------------ | ------------------------------------------------------------------------------------ | ------------------------------------------------------------------------------------ |
|                                                                                      | 北灵少年志之大主宰 The Great Ruler （2020年4月27日－2020年7月15日）                  |                                                                                      |
| 情·份 (第1 - 61集) In the name of love (Ep01 - 61) （2020年1月31日－2020年4月24日）  | —                                                                                    |                                                                                      |